# Vlastimil
Vlastimil (umgangssprachlich Vlasta, Vlastík, weibliche Form: Vlastimila) ist ein tschechischer und slowakischer männlicher Vorname slawischen Ursprungs. Er bedeutet „das Heimatland lieben“ oder „vom Heimatland geliebt“. Nach dem tschechischen Zivilkalender ist der Feiertag der 17. März, in der Slowakei der 13. März.
Die Häufigkeit des Namens ist im 20. Jahrhundert stetig zurückgegangen. Wurden in den 1950er Jahren noch jährlich mehrere hundert Jungen mit dem Namen benannt, waren es seit den 2000ern jährlich nur noch ein gutes Dutzend.

## Varianten
- Vlastislav
- Vlastibor

## Namensträger

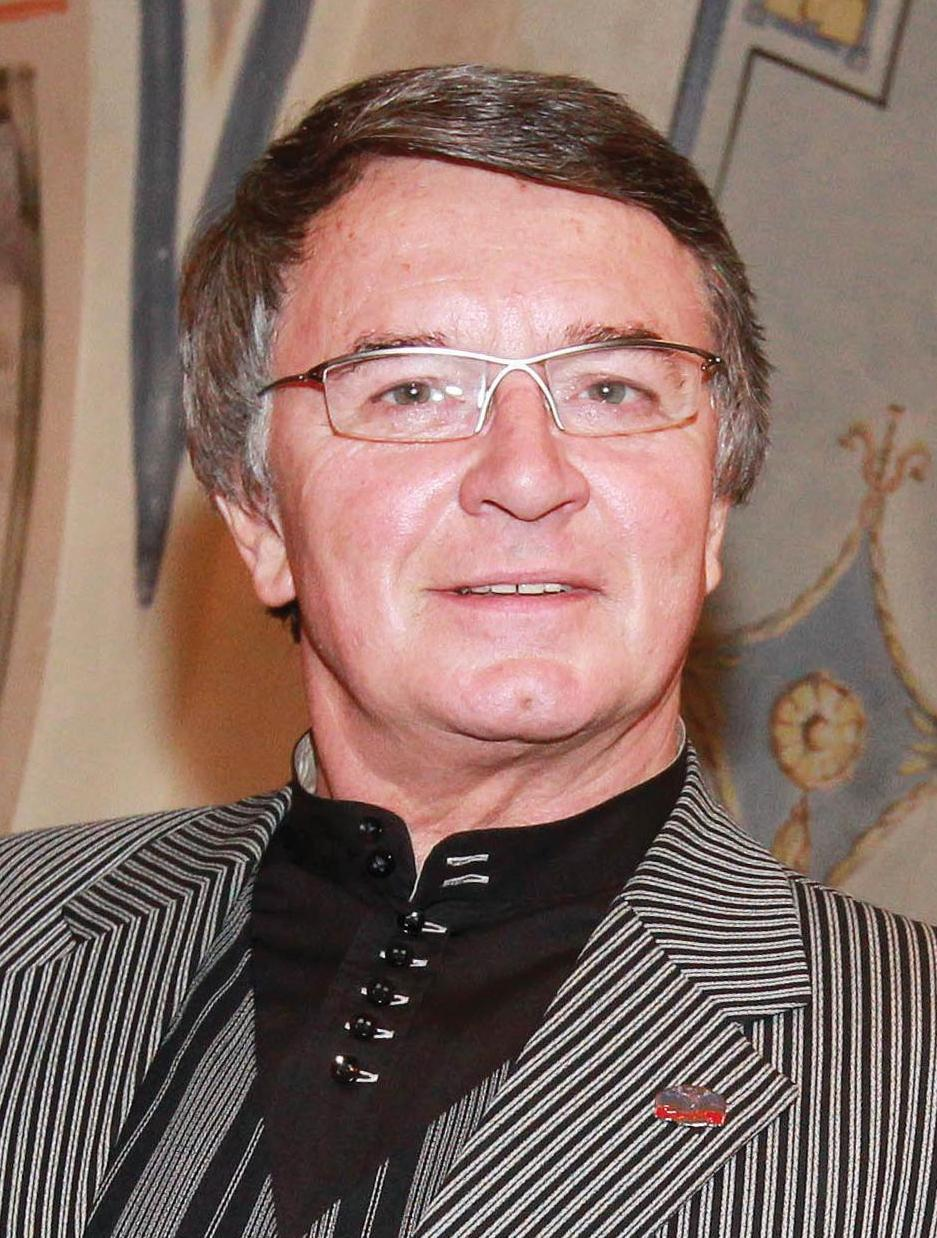
Vlastimil Harapes

- Vlastimil Bedrna (1929–2018), tschechischer Schauspieler
- Vlastimil Brodský (1920–2002), tschechischer Schauspieler
- Vlasta Burian (1891–1962), tschechischer Fußballspieler, Schauspieler und Komiker
- Vlastimil Dlab (Mathematiker) (* 1932), tschechisch-kanadischer Mathematiker
- Vlastimil Harapes (1946–2024), tschechischer Schauspieler, Tänzer, Regisseur und Choreograf
- Wlastimil Hofman (1881–1970), polnischer Maler
- Vlastimil Hort (1944–2025), tschechisch-deutscher Schachspieler
- Vlastimil Kopecký (1912–1967), tschechoslowakischer Fußballspieler und -trainer
- Vlastimil Petržela (* 1953), tschechoslowakischer Fußballspieler und -trainer
- Vlastimil Picek (* 1956), tschechischer General und Politiker
- Vlastimil Plavucha (* 1968), slowakischer Eishockeyspieler und -funktionär
- Vlastimil Tusar (1880–1924), tschechischer Politiker
- Vlastimil Válek (* 1960), tschechischer Arzt und Politiker
- Vlastimil Vondruška (* 1955), tschechischer Historiker, Ethnograf und Schriftsteller
- Vlasta Vrana (* 1950), tschechisch-kanadischer Schauspieler und Synchronsprecher
- Vlastimil Zavřel (* 1954), tschechischer Schauspieler und Synchronsprecher